# Filaroididae
De Filaroididae is een familie longwormen die behoren tot de orde Strongylida. Deze orde bestaat uit een groot aantal soorten parasitaire rondwormen (Nematoden).
Over de indeling van de rondwormen is geen consensus, de hier gepresenteerde indeling komt uit de taxonomy browser.
- Familie Filaroididae
  - Geslacht Filaroides
    - Filaroides martis

  - Geslacht Oslerus
    - Oslerus osleri (een veelvoorkomende soort longworm bij vossen en andere in het wild levende hondachtigen)
    - Oslerus rostratus

  - Geslacht Parafilaroides
    - Parafilaroides decorus
    - Parafilaroides gymnurus
    - Parafilaroides sp.